# Apfelbaum (Solingen)
Apfelbaum ist eine Ortslage in der bergischen Großstadt Solingen. 

## Geographie
Apfelbaum liegt im Stadtteil Gräfrath unmittelbar an der Grenze zu Wald. Nach Norden fällt das Gelände in Richtung des Hofs Ehrener Mühle und des Nümmener Bachs teils steil ab. Die Ortslage besteht heute nur noch aus einem Einzelhaus direkt an der ehemaligen Bahntrasse der sogenannten Korkenzieherbahn, die heute als Wanderweg genutzte Korkenziehertrasse. Südlich liegt die Großwohnsiedlung Fuhr.

## Etymologie
Häufig lassen sich bergische Hofschaftsnamen auf einen einzelnen Baum zurückführen. Dies trifft wohl auch im Falle von Apfelbaum zu, vielleicht befand sich neben der Siedlung ein solcher Baum.

## Geschichte

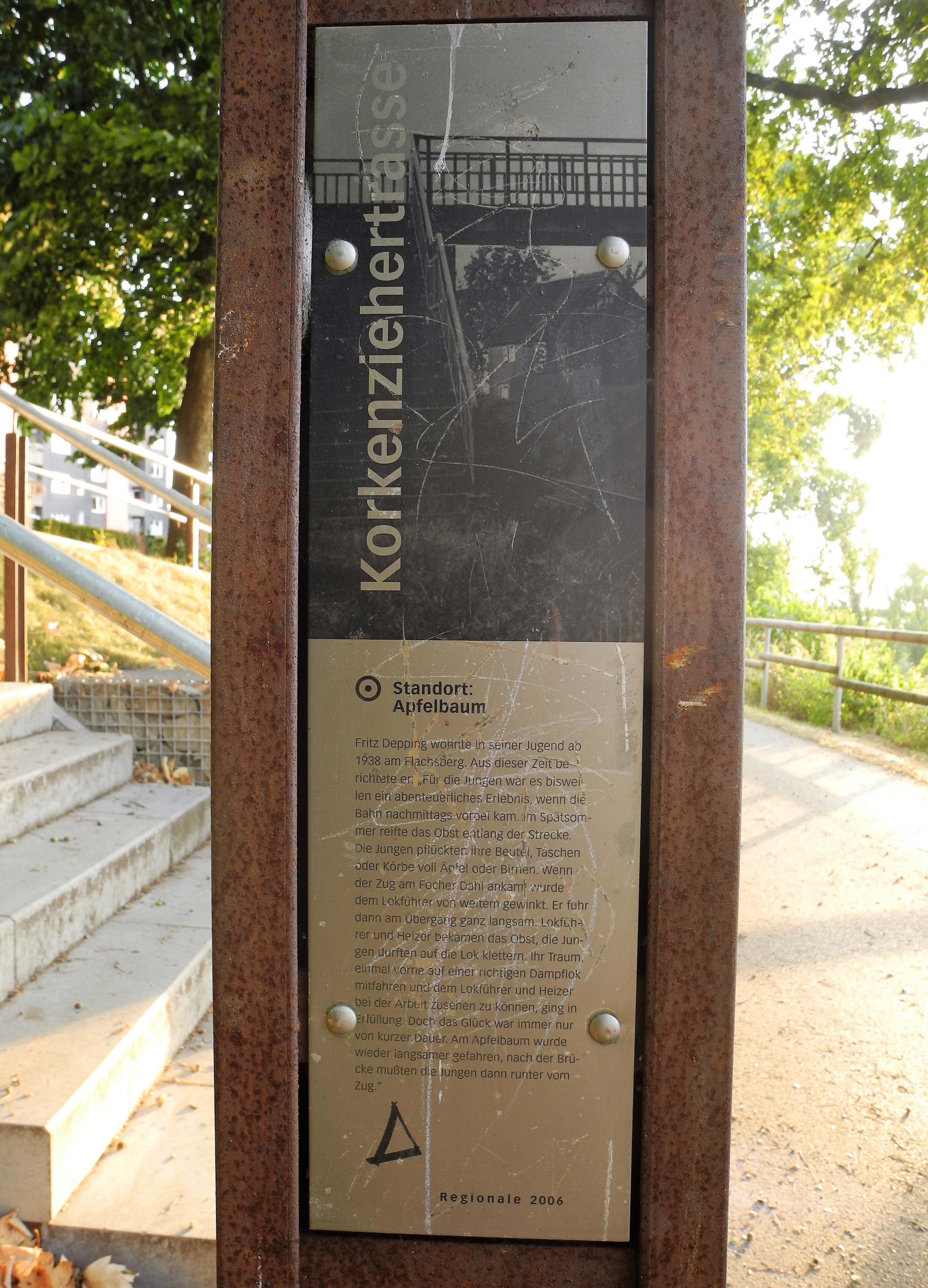
Infotafel der Korkenziehertrasse am Apfelbaum

Apfelbaum entstand erst in der zweiten Hälfte des 19. Jahrhunderts. Im Gemeindelexikon für die Provinz Rheinland wird 1885 ein Wohnhaus mit elf Einwohnern angegeben. 1895 besitzt der Ortsteil zwei Wohnhäuser mit zwölf Einwohnern, 1905 werden ein Wohnhaus und 13 Einwohner angegeben.
Im Jahre 1887 wurde direkt am Ort vorbei die Bahnstrecke Solingen–Wuppertal-Vohwinkel trassiert. Damit die Anwohner die Bahnstrecke gefahrlos überqueren und zu ihrem Wohnhaus gelangen konnten, wurde eine kleine Fußgängerbrücke gebaut. Im Jahre 1972 wurde diese aufgrund des nachlassenden Verkehrs auf der Bahnstrecke abgerissen.:45
Mit der Städtevereinigung zu Groß-Solingen im Jahre 1929 wurde Apfelbaum ein Ortsteil Solingens. Heute bildet die Korkenziehertrasse die Stadtbezirksgrenze zu Solingen-Wald. Zugang zur Ortslage Apfelbaum von der Fuhr aus besteht nur durch Kreuzung des Radwanderwegs.